# Agalliopsis scortea
Agalliopsis scortea är en insektsart som beskrevs av Van Duzee 1907. Agalliopsis scortea ingår i släktet Agalliopsis och familjen dvärgstritar. Inga underarter finns listade i Catalogue of Life.